# ابرشرکت‌محوری
ابرشرکت سالاری، ابرشرکت‌محوری، بنگاه‌مداری، صنف‌باوری یا کورپراتیسم، (به انگلیسی: Corporatism) سازمان یافتن اجتماعی-سیاسی یک جامعه به وسیله گروه‌های ذی‌نفع عمده یا گروه‌های شرکتی نظیر وابستگی‌های کشاورزی، کسب‌وکار، قومی، کاری، نظامی، حمایتی یا علمی بر مبنای منافع مشترک است. مبنای نظری آن تفسیر جامعه به عنوان یک بدن طبیعی است. واژهٔ کورپوراتیسم بر مبنای ریشهٔ لاتین "corpus" (جمع- "corpora") به‌معنای بدن است.
ابرشرکت‌گرایی به مفهوم جامعه جامعه‌شناسی کارکردگرایی ساختاری مرتبط است.
در آغاز به شیوه سازماندهی میان دولت و گروه‌های اجتماعی در نظام‌های فاشیستی و اقتدار طلب به کار می‌رفت.

## نمونه‌های تاریخی به اجرا درآمده
این ایدئولوژی در دولت‌های فاشیستی و اقتدارطلب پرتغال و اسپانیا، پیش‌از دوران دموکراسی در آن کشورها معمول بود، و همچنین در برخی دموکراسی‌های امروز مانند سوئد و اتریش نیز معمول است، در واقع گونه‌ای نمایندگی اصناف و گروه‌های سازمان یافته در سطح دولت است که در کنار نهادهای نمایندگی مرسوم یعنی پارلمان و احزاب جریان دارد.